# Las grandes bañistas (Cézanne, Londres)
Las grandes bañistas es un cuadro del pintor francés Paul Cézanne. Está realizado en óleo sobre lienzo. Mide 130 cm por 195 cm , y desde su adquisición en 1964 gracias a una ayuda especial de la Max Rayne Foundation, se encuentra en la National Gallery, Londres, Reino Unido. Allí se exhibe con el nombre de Bathers (Les Grandes Baigneuses).
Cézanne pintó reiteradamente bañistas, renovando el tema de la mujer en el baño, haciendo de él una construcción moderna. Así lo hizo a partir de la década de 1870, en cuadros en los que los personajes se funden con la naturaleza que los rodea: Bañistas (1874-1875, Nueva York), Tres bañistas (1879-1882, París), Cinco bañistas (1885-1887, Basilea), Gran bañista (1885-1887, París).
Las versiones posteriores del mismo tema son de mayor tamaño y en ellos exalta la forma geométrica y el color: estas Grandes bañistas de la National Gallery, Los bañistas de la Barnes Foundation (Lower Merion, Pensilvania), y Las grandes bañistas de Filadelfia.
El tratamiento que da a los desnudos en un paisaje es completamente distinto al de los maestros de siglos precedentes como Tiziano o Poussin. No se trata aquí de figuras mitológicas o literarias. Tampoco las representa según los cánones de la anatomía tradicional. Pinta a las bañistas en diversas posturas: unas de pie, otras sentadas, otras tumbadas. Los cuerpos y sus poses están reducidos a elementos vivos que están ya cercanos a la abstracción, y lo mismo cabe decir del paisaje. Las bañistas se integran en la naturaleza que las rodea.
Utiliza la técnica del «passage» o transición de color. Del verde oscuro se pasa al verde claro y de éste al amarillo.